# Liftboy

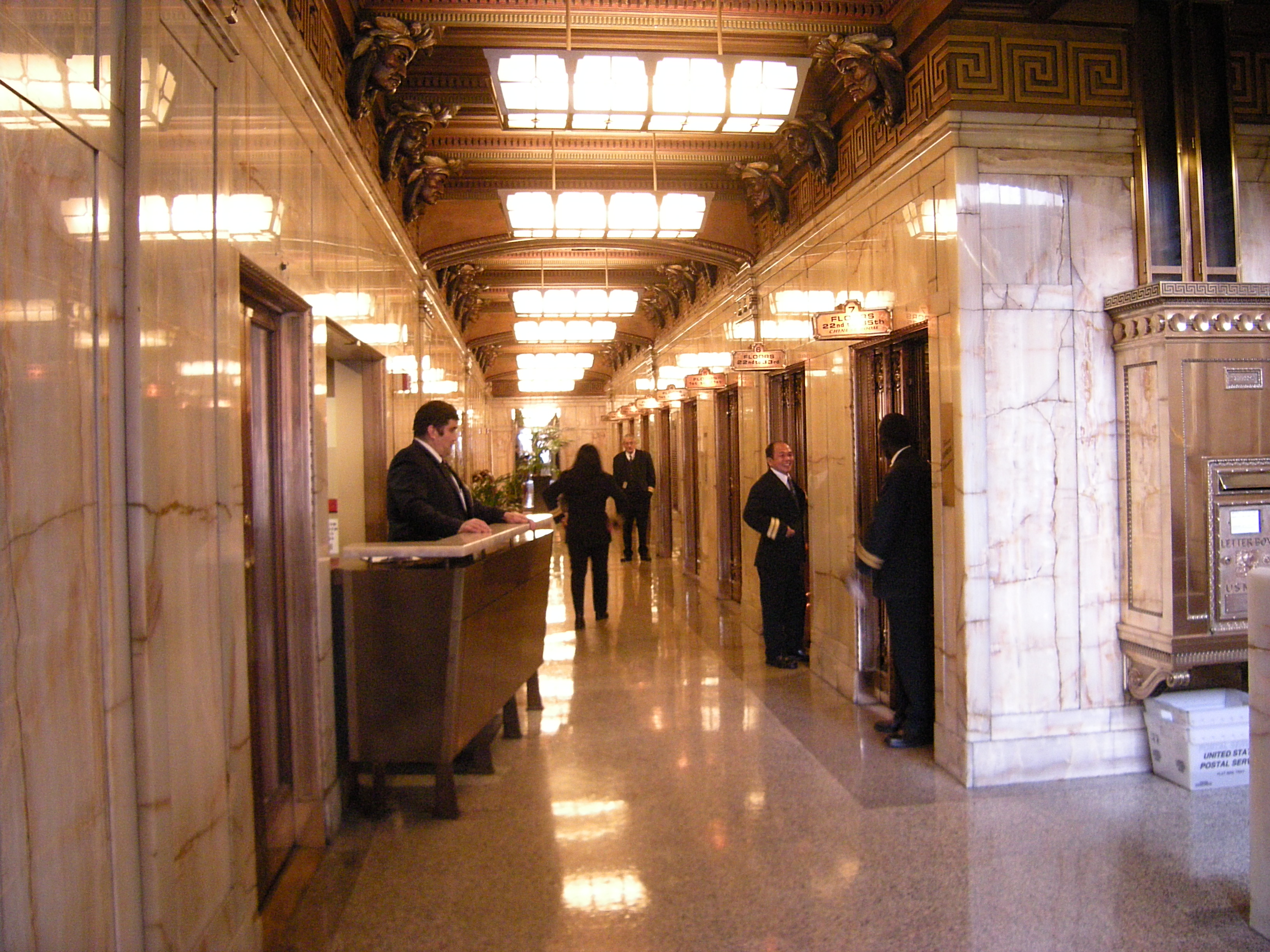
Liftboys in een hotellobby in Smith Tower, Seattle, Washington, VS

Een liftboy, liftjongen of liftbediende is een persoon, meestal een tienerjongen, die een lift bedient die niet door het publiek zelf mag worden bediend. De liftboy verblijft tijdens zijn dienst in de lift en stuurt de lift op verzoek naar de gewenste etage.
De liftboy heeft een hendel waarmee hij de snelheid van de lift regelt. Bij het afremmen zorgt hij ervoor dat de lift op gelijke hoogte met de vloer tot stilstand komt. Ook opent en sluit hij de liftdeur en geeft hij informatie. Op diep gelegen metrostations, waarbij de lift eigenlijk de enige toegang is, controleert hij vaak de vervoerbewijzen.
Tegenwoordig komt een liftboy niet vaak meer voor omdat bijna alle liften door het publiek zelf kunnen worden bediend, waarna de beweging, het afremmen en meestal het openen en sluiten van de deuren automatisch verlopen. Ook de controle van de vervoersbewijzen van de metro op metrostations wordt niet meer in de lift gedaan. In enkele gebouwen in onder meer de Verenigde Staten komt een liftbediende nog geregeld voor. Ook liften in heel hoge gebouwen worden nog door een liftbediende bediend: onder meer de lift van de CN Tower in Toronto. Verder worden ook liften die als attractie worden gebruikt, zoals bijvoorbeeld de panoramalift van de Euromast in Rotterdam door een liftbediende bediend.